# 事前復興
事前復興(じぜんふっこう)とは、災害が発生した際のことを想定し、被害を最小化する都市計画やまちづくりを推進することである。今日、市町村における防災事業の推進における主要事業である減災や防災まちづくりの一環として行われる取組みのひとつである。

## 事前復興の取り組み
事前復興の主要な課題は、避難行動要支援者対策、建造物の耐震性耐火性の強化、道路拡張、防災拠点の設置、そして災害に強い地域のグランドデザインである。

### 避難行動要支援者対策
災害が発生した際、尤も困窮するのは被災地に住む市民である。特に高齢者や障害者、乳幼児、コミュニケーションが困難な外国人などの避難行動要支援者の被害は計り知れない。そこで、平時からあらかじめ被害を想定することで、避難行動要支援者に対する救助や仮設住宅の優先的供給を容易にし、被災地の被害を最小化する取り組みが必要となる。しかし、災害が発生した際に気をつけるべきは、避難行動要支援者の保護を推進す一方で、これらの弱者を孤独から守る努力である。阪神・淡路大震災では、高齢者などに対する仮設住宅の優先的供給がなされたが、地域や知人との関わりが絶たれたことで、孤独死を遂げた人々も増えたという反省がある。よって、避難行動要支援者を災害の被害による困窮から救うとともに、心理的な不安を高める孤独から救う措置も図られなければならない。

### 耐震性耐火性の強化
主に市町村において震災をはじめとした災害が発生した際に恐れる事態のひとつに、木造住宅密集地域などにおける、延焼地域の拡大と建造物倒壊による圧死者、焼死者の続出や生き埋めとなった人々の発生がある。こうした事態を想定した際に、あらかじめ被害の最小化を図るためには、地域における住宅の耐震性や耐火性を強化することが必要である。しかし、地域における建造物の多くは市民や企業による私有財産であり、これらの耐震性耐火性の強化に対して直接的に行政の予算を充当することは困難も伴う。そのため、行政とは市民や企業など所有者・占有者自身に耐震性や耐火性強化を促し、行政と地域が相互に地域防災力強化に取り組むことが不可欠である。しかし、いくら地域危険度を低減させるためとはいえ、耐震性や耐火性の強化に建造物の所有者に一方的に負担を強いることは、反発や消極的な反応しか示されないことも想定される。そこで、行政としては、地域耐火性耐震性強化の取り組みの意義を広報し地域全体の理解を得るとともに、耐震性耐火性強化の取り組みに一定の補助を行ったり、減税措置をとることなどにより、理解を深める取り組みが必要となる。

### 道路拡張
また、事前復興におけるいまひとつの取り組みとして道路拡張がある。震災や風水害などにより建造物の倒壊が発生した際、道路が封鎖される事態も想定され、避難者が行き場を失う場合も想定される。こうした事態は被災者の避難の遅れが想定されるばかりではなく、もし火災が発生していた際に行き場を失った人々が火災により死傷する事態も考えられる。そこで、行政としては、災害に建造物が倒壊する危険が高い地域に対して、道路拡張を図り、倒壊による道路封鎖が発生しにくい都市計画を推進することが大きな課題となる。

### 防災拠点の設置
災害が発生した際、どれだけ行政が救助にあたることができるかは未知数である。特に災害が発生した初期段階においては消防の出動が遅れる場合も想定されることから、市民をはじめとした地域の自助努力により、避難救援或いは消火や傷病者の応急手当、自炊がなされることが求められる。そこで、市町村内の各地域に一定の防災拠点を設け、消防用具や応急手当器具、食糧備蓄などをしておくことで、地域の自主的な防災活動を促すことが期待される。

### 災害に強い地域のグランドデザイン
以上のように、あらかじめ災害を想定することにより、被害の最小化を図る事前復興を進める事前復興主要な取り組みは、けして行政単独の努力だけでは達成し得ない。地域を構成する主たる市民、企業、団体、学校などの様々な利害を有する主体により幅広いコミュニケーションを強化し、ともに連携する努力が不可欠である。そこで必要なのは、如何なる都市像を描くのか、災害に強い都市のグランドデザインという大局的な観点から事前復興の取り組みを考えることである。事前復興とは災害に強い都市を描く取り組みであり、具体的な都市像やグランドデザインを描くことでひとつひとつの取り組みの意義をより高めることにもつながる。事前復興は行政のみならず市民や企業にも自助努力や協力を求める取り組みであり、受益者と受忍者による利害対立の構図も生まれやすい。その意味では地域として如何なる長期的かつ多角的な視野から安全な地域づくりに向けたグランドデザインについての議論を促進し、地域全体の合意形成を図っていく努力も今後の課題となる取り組みであるといえる。